# August Wilson
August Wilson (Pittsburgh, 27 april 1945 – Seattle, 2 oktober 2005) was een Amerikaanse toneelschrijver en tweevoudig Pulitzerprijswinnaar. In 2025 kreeg hij postuum een ster op de Hollywood Walk of Fame.

## Biografie

### Jeugd

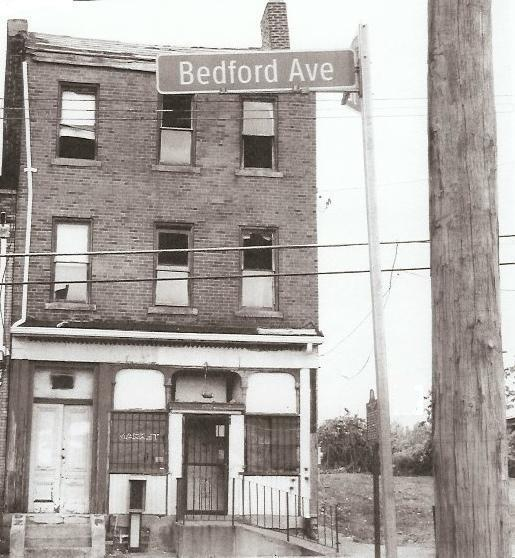
Het ouderlijk huis van Wilson in Hill District, Pittsburgh.

August Wilson, geboren als Frederick August Kittel jr., groeide op in Pittsburgh. Zijn vader, Frederick August Kittel sr., was een bakker die van Sudetenduitse oorsprong was en op tienjarige leeftijd naar de Verenigde Staten was verhuisd. Zijn moeder, Daisy Wilson, was een Afro-Amerikaanse schoonmaakster wier ouders van de staat North Carolina afkomstig waren.
Wilson had zes broers en zussen. Tot zijn vijfde werd hij enkel door zijn moeder opgevoed; zijn vader was gedurende een groot deel van zijn jeugd afwezig. Het gezin woonde in een klein appartement met twee kamers in Hill District, een arme buurt waar hoofdzakelijk zwarte Amerikanen en joodse en Italiaanse immigranten woonden. In de jaren 1950 scheidden zijn ouders en hertrouwde zijn moeder met David Bedford. Nadien verhuisde hij met zijn familie naar de overwegend blanke arbeidersbuurt Hazelwood. Daar werd hij meermaals het slachtoffer van racisme. Zo werd er ooit een baksteen door het raam van hun nieuwe huis gegooid. De familie werd al snel gedwongen om te verhuizen.
Eind jaren 1950 studeerde Wilson aan de Central Catholic High School in Pittsburgh, waar hij een van de veertien Afro-Amerikaanse leerlingen was. Na een jaar hield hij het voor bekeken, waarna hij zich aansloot bij de Connelley Vocational High School. Later zou hij ook nog naar Gladstone High School gaan. In de jaren 1960 stopte Wilson met studeren en ging hij werken. Hij had verschillende baantjes en leerde zo diverse mensen kennen op wie hij later personages zou baseren. Wilson bleef zichzelf ook onderwijzen door veel tijd door te brengen in de Carnegie-bibliotheek van Pittsburgh. Daar verdiepte hij zich in het werk van zwarte auteurs als Ralph Ellison, Richard Wright, Langston Hughes en Arna Bontemps.
Wilson wilde graag zelf een schrijver worden, maar zijn moeder wilde dat hij een advocaat werd, hetgeen voor spanning in de familie zorgde. Hij werd door zijn moeder gedwongen om het familiehuis te verlaten, waarna hij zich in 1962 aansloot bij het Amerikaans leger. Na een jaar stapte hij uit het leger en vervulde hij opnieuw verschillende baantjes. Zo was hij onder meer portier, kok, tuinman en bordenwasser.

### Carrière als schrijver
In 1965 stierf zijn biologische vader, waarna hij zijn officiële naam veranderde in August Wilson om zijn moeder te eren. In diezelfde periode kocht hij ook een gestolen typemachine en begon hij met het schrijven van poëzie, die hij vervolgens opstuurde naar tijdschriften als Harper's Magazine. Als schrijver liet Wilson zich inspireren door de mensen en stemmen die hij dagelijks rond zich zag en hoorde. Zo verwerkte hij heel wat dialecten en accenten in zijn werk.
In 1968 richtte Wilson samen met zijn vriend en toneelschrijver Rob Penny het Black Horizon Theater in Pittsburgh op. Vanaf dan begon Wilson met het schrijven en regisseren van toneelstukken.

#### Pittsburgh Cycle
De auteur werd vooral bekend omwille van zijn Pittsburgh Cycle (ook bekend als Century Cycle), een reeks van tien toneelstukken over de Afro-Amerikaanse gemeenschap waarin thema's als racisme, familie en de dagelijkse strijd van de arme arbeidersklasse centraal stonden. Elk toneelstuk uit de reeks speelt zich af in een ander decennium. Op die manier schetste Wilson een beeld van hoe zwarte Amerikanen de 20e eeuw beleefd hadden. Negen toneelstukken spelen zich af in Hill District, de Afro-Amerikaanse buurt in Pittburgh waar Wilson was opgroeid. Het overige toneelstuk vindt plaats in Chicago. 
Pittsburgh Cycle / Century Cycle:
- Jaren 1900 – Gem of the Ocean (2003)
- Jaren 1910 – Joe Turner’s Come and Gone (1986)
- Jaren 1920 – Ma Rainey’s Black Bottom (1984)
- Jaren 1930 – The Piano Lesson (1987)
- Jaren 1940 – Seven Guitars (1995)
- Jaren 1950 – Fences (1985)
- Jaren 1960 – Two Trains Running (1990)
- Jaren 1970 – Jitney (1982)
- Jaren 1980 – King Hedley II (1999)
- Jaren 1990 – Radio Golf (2005)

Zijn bekendste werken zijn Ma Rainey's Black Bottom (1984), Fences (1985), Joe Turner's Come and Gone (1986) en The Piano Lesson (1990). Voor het toneelstuk Fences, over een vuilnisman die ooit een succesvolle honkbalspeler was, won Wilson in 1987 de Pulitzerprijs in de categorie voor drama. Het toneelstuk werd van 1987 tot 1988 op Broadway opgevoerd met een cast bestaande uit onder meer James Earl Jones en Mary Alice en werd bekroond met vier Tony Awards, waaronder die voor beste toneelstuk. In 2010 werd een nieuwe theaterproductie van Fences gelanceerd, ditmaal met Denzel Washington en Viola Davis als hoofdrolspelers. Ook deze productie won verschillende Tony Awards, waaronder die voor beste acteur en beste actrice. Nadien regisseerde Washington ook de gelijknamige verfilming van het toneelstuk. In 1990 won Wilson voor The Piano Lesson een tweede Pulitzerprijs.

### Huwelijken en overlijden
Wilson was drie keer getrouwd. In 1969 bekeerde Wilson zich tot de islam om te kunnen trouwen met de moslima Brenda Burton. De twee kregen samen een dochter en gingen in 1972 weer uit elkaar. In 1981 trouwde hij met Judy Oliver, een maatschappelijk werkster. Hun huwelijk liep in 1990 op de klippen. Van 1994 tot aan zijn dood was hij gehuwd met kostuumontwerpster Constanza Romero. Met haar kreeg hij eveneens een dochter.
Wilson overleed in 2005 aan leverkanker. Het huis waarin hij opgroeide werd in 2007 door de staat Pennsylvania erkend als een historisch monument. In Pittsburgh werd ook het August Wilson Center for African American Culture opgericht. Veertien dagen na zijn dood werd de Virginia Theatre op Broadway omgedoopt tot de August Wilson Theatre. Het was het eerste Broadway-theater dat naar een Afro-Amerikaan werd genoemd. In zijn sterfteplaats Seattle werd ook een straat naar hem genoemd.

## Toneelstukken
- Recycle (1973)
- Black Bart and the Sacred Hills (1977)
- Fullerton Street (1980)
- Jitney (1982)
- Ma Rainey's Black Bottom (1984)
- Joe Turner's Come and Gone (1984)
- Fences (1987)
- The Homecoming (1989)
- The Coldest Day of the Year (1989)
- The Piano Lesson (1990)
- Two Trains Running (1991)
- Seven Guitars (1995)
- King Hedley II (1999)
- How I Learned What I Learned (2002)
- Gem of the Ocean (2003)
- Radio Golf (2005)

- Bibsys: 90574889
- Biblioteca Nacional de España: XX1556979
- Bibliothèque nationale de France: cb12305789p (data)
- CiNii: DA05167772
- Gemeinsame Normdatei: 119248662
- International Standard Name Identifier: 0000 0003 6863 4467
- Library of Congress Control Number: n84182196
- MusicBrainz: 4447d277-b3e4-4a7a-9b0f-9aa6c937b1e4
- Bibliotheek van het Japanse parlement: 00556281
- Nationale Bibliotheek van Tsjechië: jo2005273835
- Nationale Bibliotheek van Israël: 987007312945205171
- Nationale Bibliotheek van Polen: a0000003257256
- Nederlandse Thesaurus van Auteursnamen: 095341277
- SNAC: w6w799qv
- Système universitaire de documentation: 031933750
- Virtual International Authority File: 100245761
- WorldCat: E39PBJtrQqhpcXhYxQWJ44xFKd